# Consuelo Reyes-Calderon
Consuelo Reyes-Calderón, también conocida como Consuelo Reyes, (San José, 14 de septiembre de 1904 - 1986) aunque nació en Costa Rica,  se hizo ciudadana estadounidense. Fue escritora y activista, trabajó para el Comité del Mandato de los Pueblos para la Paz y la Cooperación Interamericana y el Partido Nacional de la Mujer. Creó materiales audiovisuales: documentales y presentaciones de diapositivas con audio. Escribió sobre el pueblo y la cultura de Costa Rica y Guatemala. 

## Trayectoria

### Costa Rica
Su nombre de pila fue Consuelo de Jesús Calderón Reyes. Nació en San José, Costa Rica, el 14 de septiembre de 1904, siendo su madre María Calderón.
De 1926 a 1941, Reyes-Calderón trabajó para la Secretaría del Apostolado de la Oración. En 1941, ella era bibliotecaria en la Biblioteca Apostólica de la Oración  En 1941, visitó Guatemala por invitación de Aida Doninelli para estudiar en el Conservatorio Nacional de Música. 

### Estados Unidos

#### Activismo
Reyes-Calderón llegó a los Estados Unidos en 1942 y en dos semanas conoció a Mabel Vernon, quien trabajaba en la Comisión Interamericana de Mujeres y pertenecía al Comité del Mandato del Pueblo. Reyes-Calderon comenzó a trabajar en el Comité al año siguiente, donde fue Secretaria para América Latina en 1946. También trabajó para la Comisión Interamericana de Mujeres, a menudo reuniéndose con Eleanor Roosevelt en la Casa Blanca con otros miembros de la comisión. En 1945, estuvo en Naciones Unidas.
Estudió en la Universidad Católica de América en el campo del servicio social. También participó en actividades de promoción dirigidas a mujeres católicas.     

#### Producción audiovisual
Reyes-Calderón preparó materiales audiovisuales para el Partido Nacional de la Mujer y los movimientos de sufragio de mujeres británicas y estadounidenses. Los proyectos completados son A Meeting at the Cemetery, Roots of Suffrage, Alice Morgan Wright, Sculptor, Suffragist, un homenaje a Mabel Vernon, Our Friend Alma Lutz e información sobre otros líderes del movimiento. Esto incluía presentaciones de diapositivas, a las que pusieron voz Fern Ingersoll y Mabel Vernon y grabados en cintas de audio con música.
Creó películas sobre una amplia gama de temas y sobre varios países. Los temas incluían economía, música, arte y cultura. En 1970 trabajó en un documental sobre el movimiento de liberación de la mujer.

#### Escritora
Fue una de las escritoras del programa de radio de 1948, Know Your Neighbor. Las otras escritoras fueron Amelia Himes Walker y Vernon.
Escribió Letras y Encajes; Revista Femenina al Servicio de la Cultura en 1954. En 1980, Reyes-Calderón escribió Aída Doninelli: prima donna siempre, artista de Guatemala.
Nueve años después, escribió Carolina de Jesús Dent Alvarado, un alma amiga de Dios, sobre la costarricense Carolina de Jesús Dent Alvarado, que abrió la Librería del Sagrado Corazón junto con Eladio Prado S.
Contribuyó a Speaker for Suffrage y Petitioner for Peace, unas memorias escritas por Vernon. Otros contribuyentes fueron Hazel Hunkins-Hallinan, Fern S. Ingersoll y Rebecca Hourwich Reyher.

## Vida personal
Reyes-Calderón también era una amante de la música y tomó clases de canto. Fue amiga toda su vida de la soprano guatemalteca, Aída Doninelli.
Reyes-Calderón y Vernon compartieron un apartamento en Washington desde 1951 hasta la muerte de Vernon en 1975. Solían pasar el verano en Highmeadow, en la casa de campo de la biógrafa Alma Lutz y Marguerite Smith en Berlín, Nueva York. Eran amigas por su militancia en el Partido Nacional de la Mujer.
Se convirtió en ciudadana de los Estados Unidos en 1970.
Cuando Vernon murió en 1975, Reyes-Calderón sobresalió en la devoción a su compañera. Según los archivos, mantuvo correspondencia con Rebecca Hourwich Reyher hasta 1986. Sus contribución se encuentra en los Peoples Mandate Committee Records, archivos de 1935 a 1975 en la Swarthmore College Peace Collection. También se encuentran varios documentos en la Universidad de Georgetown y en la Colección Amelia Roberts Fry del Alice Paul Institute en Mount Laurel, Nueva Jersey.